# Andrzej Borzym

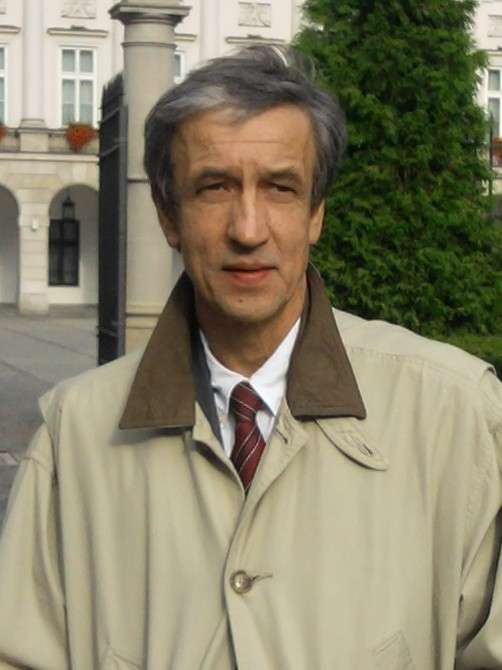
Andrzej Borzym (2010)

Andrzej Borzym (ur. 30 listopada 1948) – polski dziennikarz, tłumacz.

## Życiorys
Ukończył polonistykę na Uniwersytecie Warszawskim. W latach 1971–1973 pracował w redakcji miesięcznika Jazz, a w latach 1974–1978 w Wydawnictwie Czasopism i Książek Technicznych SIGMA-NOT. Od 1976 wspomagał działalność opozycji demokratycznej, od 1977 związany z Niezależną Oficyną Wydawniczą NOWA. W końcu 1978 wyjechał z kraju do USA a stamtąd do Niemiec. Od stycznia 1981 do czerwca 1994 pracował w Rozgłośni Polskiej Radia Wolna Europa w Monachium jako dziennikarz, początkowo występując na antenie pod pseudonimem Andrzej Borowicz. W RWE zajmował się głównie problematyką międzynarodową, prowadził m.in. audycję „Europa bez granic”, poświęconą integracji europejskiej. Po powrocie do kraju był współtwórcą i zastępcą redaktora naczelnego dwumiesięcznika Europa ukazującego się w latach 1998–1999 w wydawnictwie PWN. Następnie pracował w wydawnictwie Springera i Polskiej Agencji Prasowej.
W latach 2007, 2009, 2010 był inicjatorem i współorganizatorem trzech konferencji popularnonaukowych poświęconych Radiu Wolna Europa.
Przetłumaczył dwie książki na temat Radia Wolna Europa.
Jest współautorem z Jeremim Sadowskim książki „Polscy ojcowie Europy” o historycznych polskich projektach zjednoczenia Europy.
Jest członkiem Rady ds Unii Europejskiej przy Marszałku Województwa Mazowieckiego.

## Odznaczenia
Odznaczony Krzyżem Oficerskim Orderu Odrodzenia Polski.